# Salvador Allende
Salvador Guillermo Allende Gossens (26. června 1908 Santiago de Chile – 11. září 1973 Santiago de Chile) byl chilský lékař, socialistický politik, který mezi lety 1970 a 1973 vykonával funkci 28. prezidenta Chile. Byl prvním marxistou zvoleným za prezidenta v latinskoamerické zemi s liberální demokracii.
Allendeho účast v chilském politickém životě trvala téměř čtyřicet let a zahrnovala posty senátora, poslance a ministra. Jako celoživotní oddaný člen Socialistické strany Chile, k jejíž založení aktivně přispěl, se neúspěšně ucházel o prezidentský úřad ve volbách v letech 1952, 1958 a 1964. V roce 1970 vyhrál prezidentskou volbu jako kandidát koalice Lidové jednoty v těsném boji tří kandidátů. Přestože získal nejvíce hlasů, volbu musel potvrdit Kongres, protože žádný z kandidátů nezískal nadpoloviční většinu. Allende mu slíbil umírněnou politiku, což nedodržel.
Jako prezident začal Allende znárodňovat klíčová průmyslová odvětví (doly, banky) a započal reformu zdravotnictví a školství, kdy se snažil rozšiřovat vzdělání a zlepšit životní úroveň dělnické třídy. Čelil pravicovým stranám, které kontrolovaly Kongres a dále čelil jurisdikci. Dne 11. září 1973 proběhl v zemi vojenský převrat podporovaný CIA. Ve chvíli, kdy vojáci obklíčili palác La Moneda, přednesl svůj poslední projev, ve kterém rezolutně odmítl rezignovat. Později téhož dne spáchal sebevraždu.
Po Allendeho smrti generál Augusto Pinochet nepředal moc civilní vládě a v Chile tak vládla vojenská junta, která byla u moci do roku 1990. Vojenská junta rozpustila chilský kongres, pozastavila platnost ústavy a zahájila perzekuci opozice, při které zmizelo nebo bylo zabito asi 3 095 civilistů.

## Život
Allende se narodil 26. června 1908 v Santiagu de Chile jako syn Salvadora Allende Castra a Laury Gossens Uribe. Allendeho rodina patřila k chilské vyšší střední třídě a měla dlouhou tradici v politickém životě v progresivních a liberálních kruzích. Jeho dědeček byl prominentní lékař a sociální reformátor, který založil jednu z prvních sekulárních škol v Chile. Salvador Allende měl baskické a belgické (valonské) předky.
Allende navštěvoval střední školu Instituto Nacional General José Miguel Carrera v Santiagu a Liceo Eduardo de la Barra ve Valparaísu. Na náctiletého Allendeho měl hlavní intelektuální a politický vliv Juan De Marchi, povoláním švec a anarchista původem z Itálie. Allende byl v mládí talentovaný sportovec a člen sportovního klubu Everton de Viña del Mar (pojmenovaný po slavném anglickém fotbalovém klubu stejného jména), kde údajně vynikal při skoku do dálky. Allende poté v roce 1933 promoval na lékařské univerzitě v Chile. Během svého působení na lékařské fakultě byl Allende ovlivněn profesorem Maxem Westenhoferem, německým patologem, který zdůrazňoval sociální determinanty nemocí a sociální medicínu.
Měl dvě děti. Jeho neteří je známá spisovatelka Isabel Allende.

## Politická kariéra

### Kongres a senát
Roku 1933 spoluzaložil Socialistickou stranu Chile. Roku 1937 byl zvolen do kongresu. V témže roce byl mezi 76 zákonodárci, kteří poslali Adolfu Hitlerovi telegram odsuzující jeho perzekuce Židů. Mezi lety 1945 až 1970 působil v senátu, přičemž od roku 1966 vykonával funkci jeho předsedy. Z této pozice v roce 1968 odsoudil sovětskou invazi do Československa.

### Prezidentské období

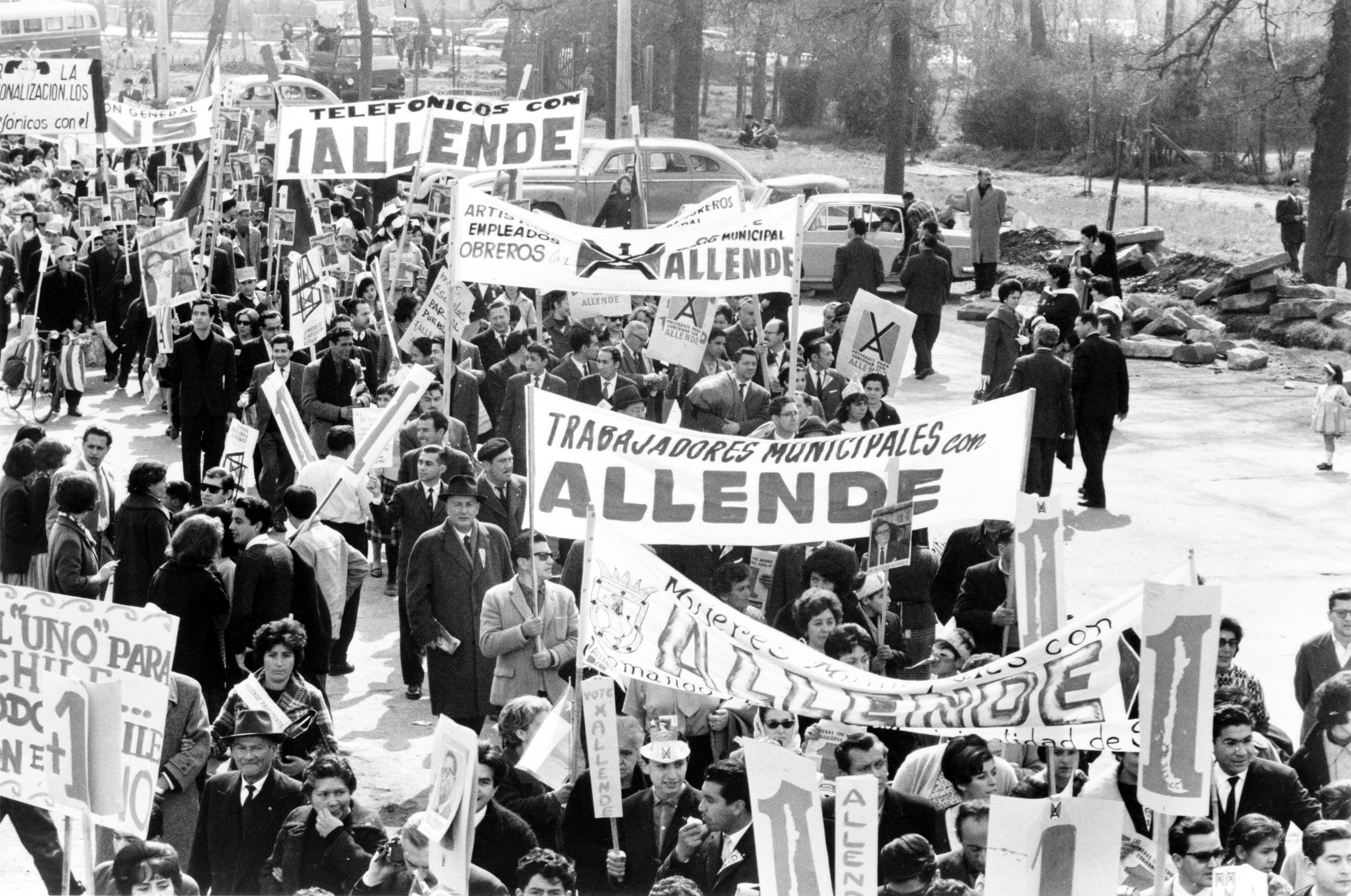
Manifestace na podporu Salvadora Allendeho v roce 1964

Salvador Allende se roku 1970 rozhodl počtvrté kandidovat na prezidenta a byl podporován většinou levicových stran v Chile. Do volební kampaně se zapojily i ostatní státy USA i SSSR. Spojené státy podporovaly pravicového kandidáta Jorge Alesandriho, ale CIA přecenila jeho naději na vítězství. Prezident Richard Nixon mimo jiné prohlásil, že to v případě Allendeho vítězství „nechá ekonomiku [Chile] pocítit“ z obav předtím, že se ze země stane „druhá Kuba“. Bál se, že by Spojené státy ztratily svou politickou i ekonomickou sféru vlivu, pokud by se Chile vydalo cestou socialismu. Allende ve volbách těsně vyhrál, hlavně díky podpoře chudých vrstev. Podle zveřejněných dokumentů proto vydal Nixon ještě před jeho formálním jmenováním příkaz Allendeho svrhnout, a to v rámci projektu FUBELT.
Politicky Allende směřoval ke spolupráci s Kubou (diplomatické vztahy navázány v roce 1971) a Sovětským svazem, který skrze kontakty KGB financoval chilskou levici, jeho prezidentskou kampaň a následně finančně podporoval i jeho vládu. Allende mimo to spolupráci s KGB potvrdil (trvala od roku 1961 pod přezdívkou Leader) a podle archivu člena KGB Vasilije Mitrochina byl veden jako „spolupracovník“ a byl na jejich výplatní listině. Podle profesora historie a politických věd z univerzity v Arizoně a jeho kolegů by však měly být informace uvedené Vasilijem Mitrochinem přijaty s určitou skepsí.
Po svém zvolení zahájil rozsáhlou sociální politiku. Allendeho snahou bylo zbavit zemi ekonomické závislosti na Spojených státech. Znárodnil proto těžbu přírodních zdrojů a zahraniční koncerny (měděné doly, banky) a započal reformu zdravotnictví a školství, které chtěl udělal dostupné pro všechny. Pokračoval taky ve znárodnění zemědělské půdy a velkostatků, jejichž přerozdělování započalo již za předchozí vlády Eduarda Frei Montalvy. Vláda také stanovila ceny nájmů a dalších důležitých lidských potřeb. Těmito kroky Allende následoval jak typicky socialistickou politiku 70. let, tak tradiční jihoamerickou politiku poptávky. Tato stimulace poptávky skrze státní výdaje vedla v prvním roce jeho vlády k růstu průměrné mzdy a hrubého domácího produktu (o 9 %).
Negativními dopady jeho ekonomických reforem byl vzrůst nezaměstnanosti, nedostatek některých produktů jako zboží a potraviny, který vyústil k posílení černého trhu. Nejzávažnějším makroekonomickým problémem byl ale rapidní růst inflace. Ta činila 29 % rok před Allendeho zvolením a 160 % koncem roku 1972. Na ekonomické problémy země měl značný vliv hospodářský bojkot Chile ze strany USA a západní Evropy, které na Chile uvalili obchodní embargo, stejně tak jako rozsáhlé nepokoje a podvratné akce CIA s cílem destabilizovat zemi a připravit si podhoubí pro chystaný vojenský puč. Kvůli této nejistotě se zastavily soukromé investice v zemi. Vláda nadále nebyla schopná stimulovat ekonomiku a země se propadla do ekonomické krize.

### Nepokoje

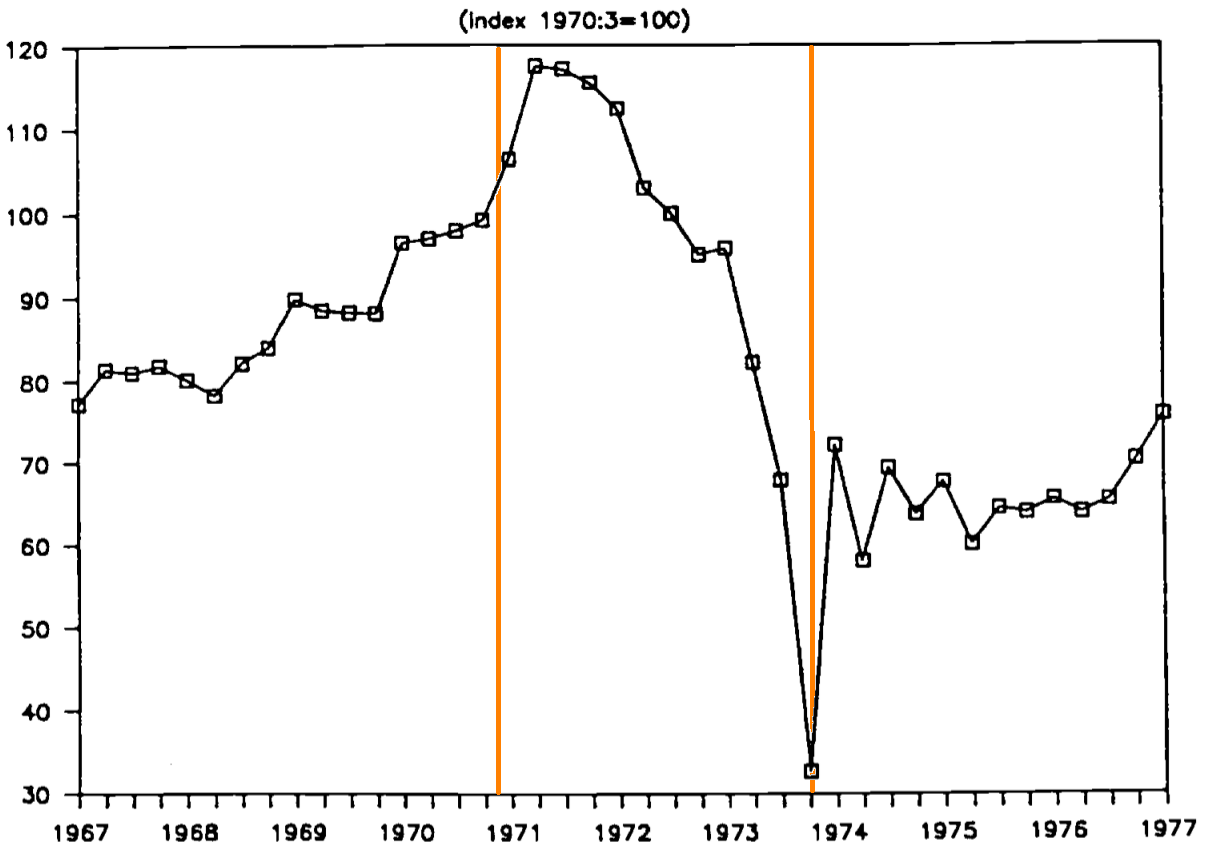
Reálné mzdy v Chile v letech 1967 až 1977. Oranžové čáry označují začátek a konec Allendeho prezidentství

V zemi se v reakci na Allendeho politiku rozhořely protesty farmářů, kteří nesouhlasili s redistribucí půdy, která upřednostňovala kolektivy před soukromými vlastníky. Jejich protestní okupace farem vyústila v nedostatečné zásobování obchodů potravinami, které musely být v roce 1972 dováženy z cizích zemí. Řada studentů a dělníků na podzim 1972 započala protestní stávku, kterou chtěli vynutit změnu ekonomické politiky. Rozhořely se také násilné nepokoje v ulicích. Allende na to reagoval vyhlášením nouzového stavu, na což radikální pravicové skupiny odpověděly terorem a sabotážstvím. Celkově se během nouzového stavu uskutečnilo na 600 teroristických[zdroj?] útoků směřovaných na železnice, mosty, elektrické vedení a další objekty státní infrastruktury.
Počátkem roku 1973 se v Chile konaly parlamentní volby. V těch nezvítězila Allendeho strana Unidad Popular, která obdržela 44 %, ale nedosáhla většiny. Posílily pravicové strany, které však i s hlasy křesťanských demokratů, kteří předtím podporovali levici, neměli potřebné dvě třetiny na Allendeho sesazení. V zemi se rozhořely další protesty a s nimi 29. června i první pokus o vojenský puč, který byl tvrdě potlačen částí armády stále loajální vládě. Během toho se v hlavním městě Santiagu konaly rozsáhlé manifestace, kterých se zúčastnilo na 700 tisíc lidí – část na podporu prezidenta, část na podporu opozice. Podle svědků měl Allende v úmyslu 11. září vyhlásit referendum o svém setrvání ve funkci, což už nicméně nestihl, kvůli úspěšnému vojenskému puči. Někteří historici jeho snahu o vyvolání referenda rozporují.

### Vojenský puč

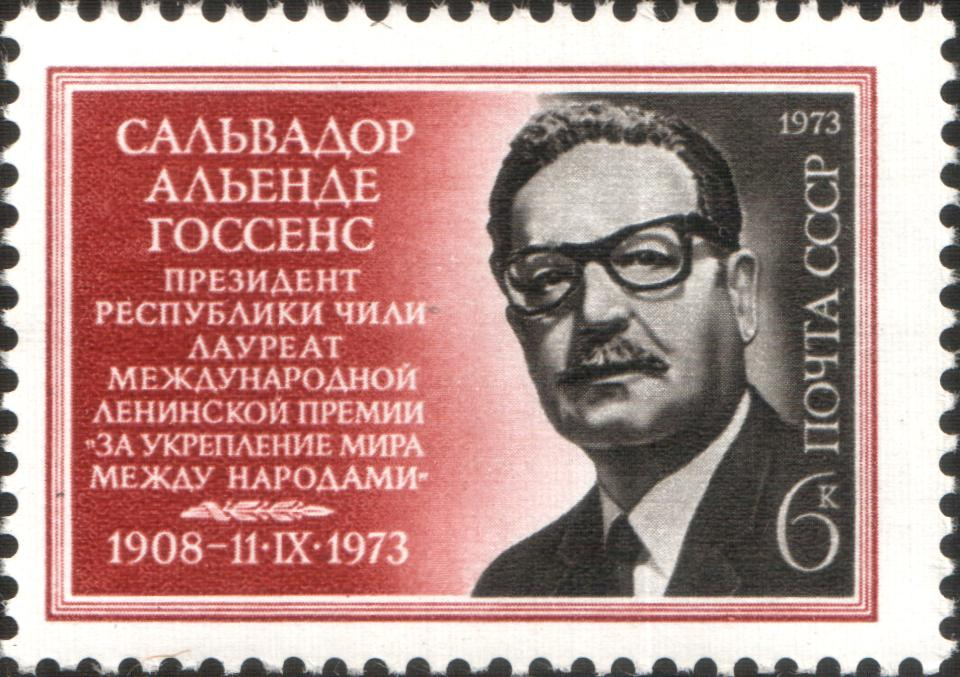
Salvador Allende na sovětské známce

Dne 11. září 1973 bylo prezidentu v půl sedmé ráno oznámeno, že se proti němu vzbouřil přístav ve Valparaíso, největší v zemi, a požadoval jeho rezignaci. Allende proto zavolal vrchnímu veliteli Augustu Pinochetovi, který mu telefon nezvedal. Pinochet totiž mezitím chystal obléhání prezidentského paláce, ve kterém Allende se svou rodinou a spolupracovníky přebýval. Výjimku představoval Orlando Letelier, ministr obrany, který byl už předtím zajat pučisty.
V osm hodin ráno přednesli pučisté, kteří si sami říkali vojenská vláda, prohlášení v rádiu. V něm Allenda vyzývali k rezignaci, v jejímž případě by byl údajně i s rodinou převezen do jiné země. Ten to rezolutně odmítl. Jako výsledek toho začali pučisté pod vedením Augusto Pinocheta ze vzduchu bombardovat prezidentský palác. Ve dvě odpoledne následně armáda vkročila do paláce. V této bezvýchodné situaci se Allende rozhodl spáchat sebevraždu. Spekulace ale rovněž tvrdí, že byl zastřelen, přestože exhumace a následné vyšetřování nařízené chilským soudem v roce 2011 za dohledu mezinárodních odborníků potvrdilo variantu sebevraždy. Státní pohřeb na jeho počest se konal až po pádu Pinochetova režimu.
Vojenský puč byl finančně podporován ze strany CIA. Zpráva o chystaném převratu se těsně před jeho uskutečněním dostala k východoněmecké Stasi, která ji ihned poslala prezidentu Allendemu. Informace se k němu však nestihla dostat včas.

## Přehled Allendeho výsledků vprezidentských volbách
- 1952: 19,16 %
- 1958: 20,84 %
- 1964: 39,19 %
- 1970: 36,29 %

podrobnější přehled

## Rodinná fotogalerie

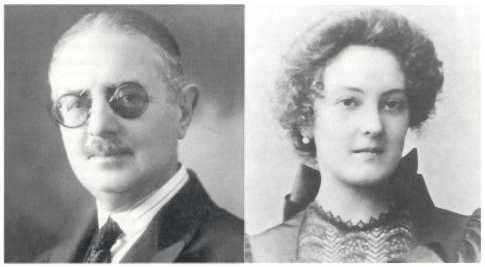
Rodiče Salvadora Allendeho, otec Salvador Allende Castro a matka Laura Gossens Uribe
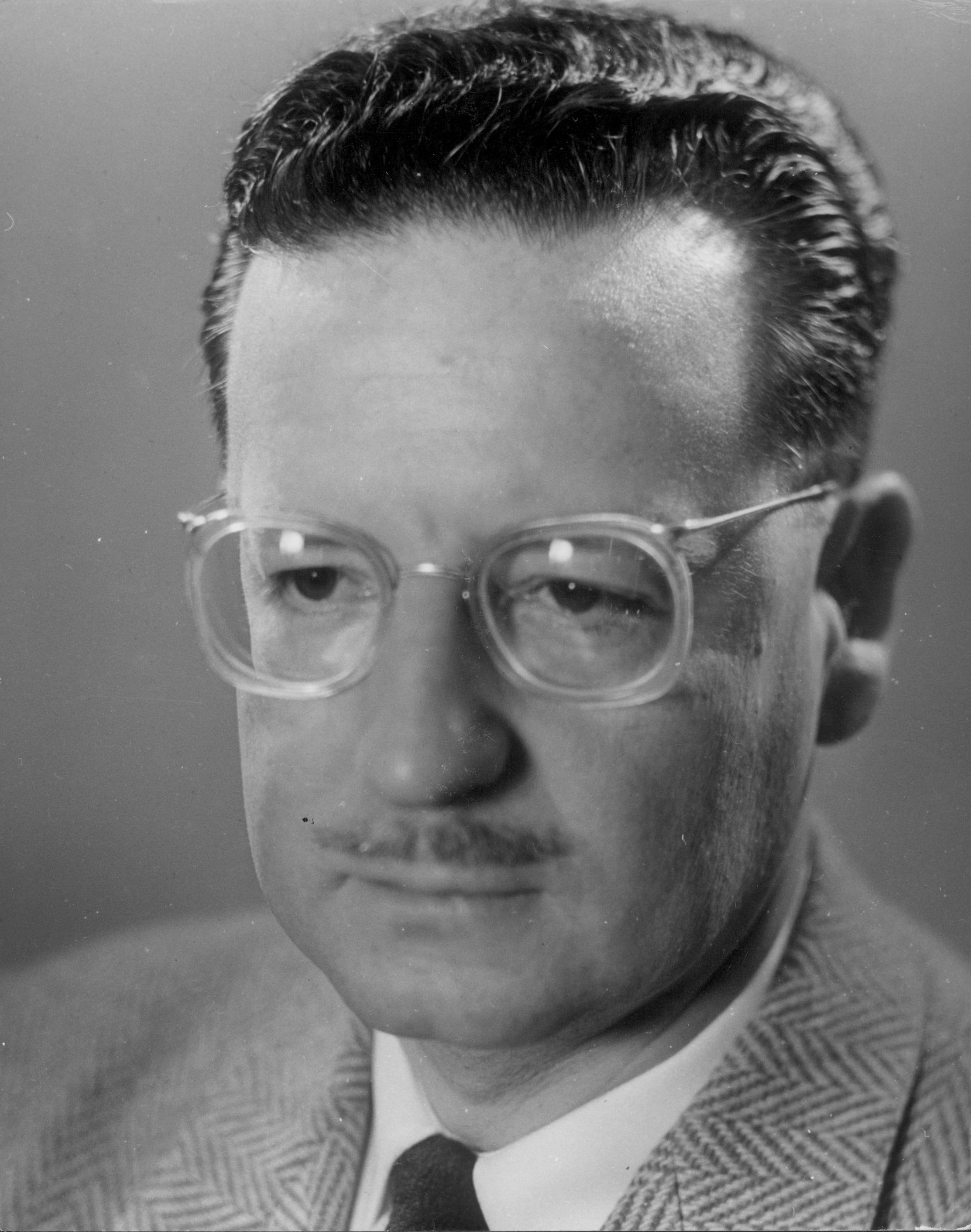
Salvador Allende kolem roku 1952
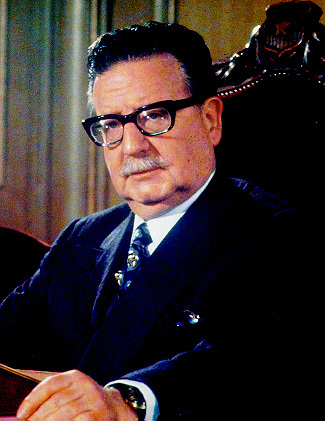
Salvador Allende počátkem úřadu
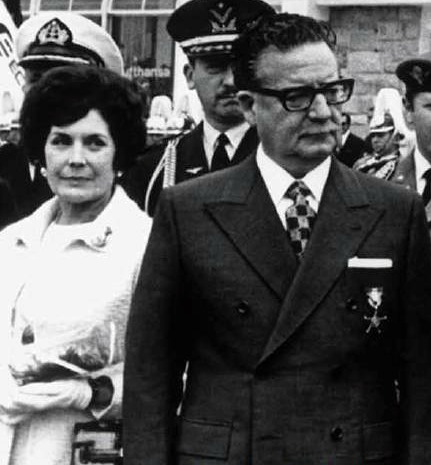
Allende s manželkou Mercedes Hortensia Bussi Soto (1914–2009)
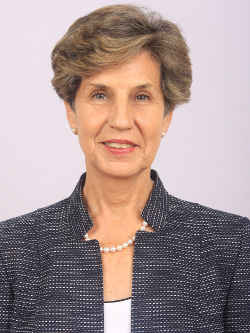
Isabel Allende Bussi (*1945)